# Sexspielzeug

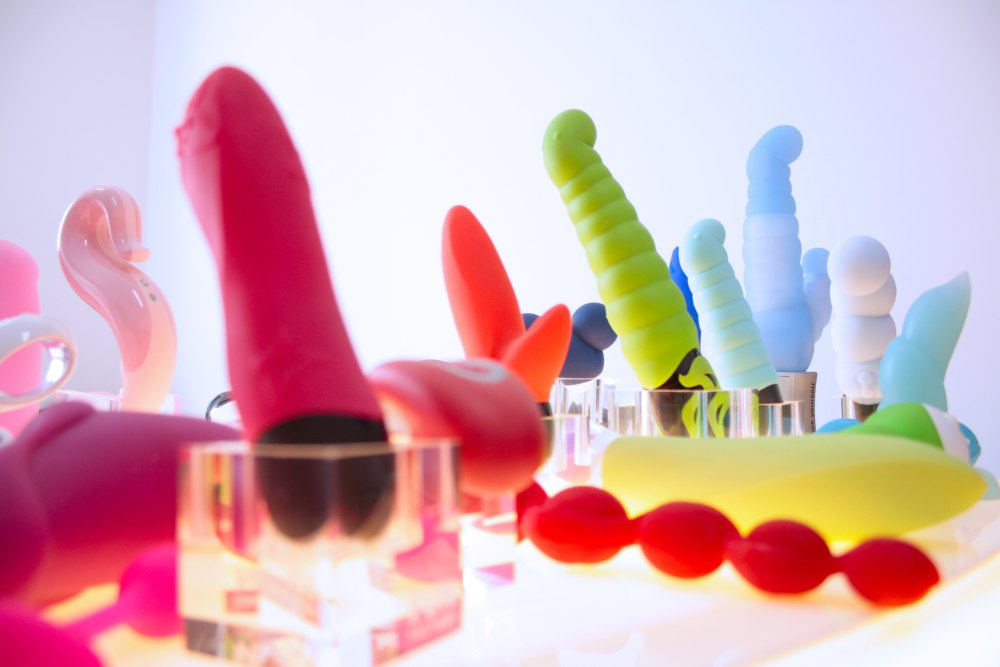
Unterschiedliche Sexspielzeuge

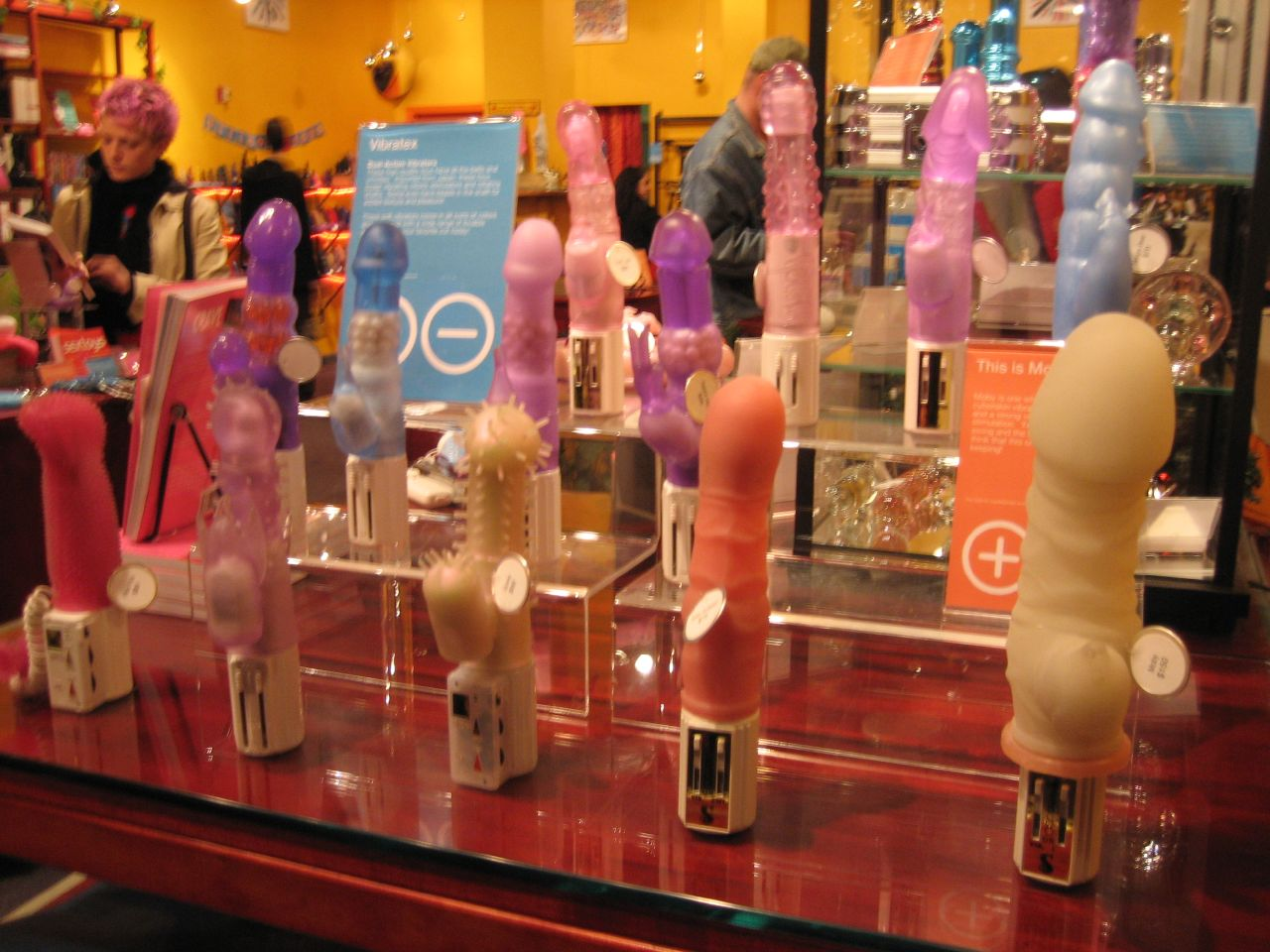
Verkaufsfläche für Sexspielzeuge in einem Geschäft

Unter dem Begriff Sexspielzeug (in jüngster Zeit hat sich auch der englische Begriff „Sextoy“ etabliert) werden Gegenstände zusammengefasst, mit deren Hilfe man sich selbst oder den Sexualpartner beim Liebesspiel sexuell stimulieren kann. Bis in die 1990er Jahre hinein war der Begriff nahezu unbekannt, die Gegenstände wurden Hilfsmittel genannt, da man sie als Mittel zum Abbau des „natürlichen“ sexuellen Verlangens ansah.

## Arten
Zu den Sexspielzeugen gehören unter anderem Vibratoren, Dildos, Lustkugeln, Butt-Plugs, Strap-ons, Peniskäfige, Penisringe, Penishüllen, Keuschheitsgürtel, Geräte zur erotischen Elektrostimulation, Sexpuppen, Vaginanachbildungen. Derartige Gegenstände werden in Sexshops, auf Erotikmessen, in Erotikkatalogen und auf einschlägigen Websites angeboten.
In einem weiter gefassten Sinn lassen sich auch besondere Bekleidung, Rollenspiel-Utensilien (zum Beispiel Fesseln, Peitschen, Windeln), Klammern und ähnliches Zubehör hinzurechnen. Auch normale Haushaltsgegenstände können als Sexspielzeug verwendet werden, zum Beispiel Kerzen, Obst, Gemüse, Löffel, Gießkannen, Federn, Eiswürfel, aufblasbare Gegenstände (Schwimmflügel, Luftballons, Wasserbälle etc.) oder Fingerfarben zur Körperbemalung während des Liebesspiels.
Sexspielzeug ist zu unterscheiden von Fetischen. Sexspielzeug wird während der sexuellen Aktivitäten als Hilfsmittel benutzt. Sie dienen unter anderem dazu, das Lustgefühl zu steigern und den Orgasmus zu intensivieren. Bei nicht-autoerotischen Aktivitäten spielt der Partner dabei die Hauptrolle, während der Fetisch oft selbst Gegenstand der sexuellen Lust ist, anstelle oder in Ergänzung des Partners.
Seit den 2010er-Jahren gewinnen auch computergesteuerte Sexspielzeuge (sogenannte Cyberdildonics oder Teledonics) an Popularität, die es ermöglichen die Spielzeuge mit einer mobilen App oder über das Internet fernzusteuern oder zu programmieren und Signale von diesem zu empfangen.
2015 stellte Comingle erste offen dokumentierte und modifizierbare Sexspielzeuge als Open-Source-Hardware vor.

## Zur Geschichte
Sexspielzeuge und andere Hilfsmittel sind keine neuen Erfindungen. So kann man in Jin Ping Mei, einem klassischen chinesischen Roman, der im 16. Jahrhundert entstand, aber Verhältnisse im China des 12. Jahrhunderts schildert, eine Liste von Hilfsmitteln zur Steigerung der sexuellen Lust finden. So heißt es unter der Bezeichnung „Wollustgerätschaften“, dass ein Liebhaber auf dem Weg zu einer seiner Geliebten in einem Beutelchen solche Hilfsmittel mit sich führte: „Es enthielt die silberne Stütze, eine Liebeskappe, einen Schwefelring, ein weißes Seidenband, das mit einer zauberkräftigen Medizin getränkt war, einen Jadering, Nabelsalbe und ein »Glöckchen aus Burma«.“ In den folgenden Passagen wird bei der Beschreibung des Liebesaktes auch die Anwendung einiger dieser Hilfsmittel beschrieben. Von sexuellen Hilfsmitteln ist auch in einem weiteren Roman der Ming-Zeit, dem Jou Pu Tuan, die Rede, darunter eines, das Magister Horn genannt wird, vermutlich ein Dildo.
2021 publizierte das Swedish Institute for Standards die erste Norm in Bezug auf Sicherheit und Design von Sexspielzeug. Die ISO 3533 bezieht sich dabei nur auf die Toys, welche in direkten Kontakt mit den Genitalien und/oder dem Anus kommen. Angestoßen wurde die Entwicklung unter anderem wegen der potentiellen Gefahr durch Phthalsäureester, die in manchen Herstellungsprozessen Anwendung finden.
Auf Bali (Indonesien) wurde beobachtet, dass sowohl männliche als auch weibliche Javaneraffen Steine zur sexuellen Stimulierung nutzen.